# Annamoe
Annamoe is een plaats in het Ierse graafschap Wicklow. De naam betekent Koevoorde.
Annamoe ligt op de kruising van de R755 (van Kilmacanogue naar Rathdrum) en de R763 (naar Ashford), op de oever van de Avonmore. Het dorp ligt ongeveer 32 km ten zuiden van Dublin.
Een kleine brug over de Avonmore is een bekende toeristische stopplaats, met een mooi uitzicht op het landschap van Wicklow. Er is een pretpark en een grote forelvijver. Voor de kinderen is er een apart visvijver, waar ze beekforel, bronforel of regenboogforel kunnen vangen.